# Tommaso Rocchi
Tommaso Rocchi (Venecia, provincia de Venecia, Italia, 19 de septiembre de 1977) es un exfutbolista italiano. Jugaba de delantero.

## Trayectoria
Comenzó su carrera en el campeonato 1995-1996, en la Juventus, pero no jugó. Hasta el campeonato 1999-2000 jugó 121 partidos en serie C (en el Pro Patria Calcio, Fermana Calcio, Como Calcio 1907 y Saronno), anotando 36 goles. Luego jugó en la Serie B en Treviso y Empoli haciendo 19 goles en 74 partidos. Con el Empoli juega en Serie A el campeonato 2002-2003 y 2003-2004 (64 partidos y 16 goles).
Llegó a Lazio en 2004, en esa temporada jugó 35 partidos e hizo 13 goles en la liga y 2 goles en 5 partidos en la Copa de la UEFA.
En 2013,se ve traspasado al Inter de Milán durante el mercado invernal para un período de 6 meses,a cambio de 750.000€.  (en italiano).
Actualmente milita en el Calcio Padova de la Lega Pro Divisione de Italia

## Selección nacional
Ha sido internacional con la Selección de fútbol de Italia en 5 ocasiones.

## Clubes
| Club                 | País    | Año       |
| -------------------- | ------- | --------- |
| Juventus FC          | Italia  | 1995-1996 |
| Pro Patria Calcio    | Italia  | 1996-1997 |
| Fermana Calcio       | Italia  | 1997      |
| Saronno              | Italia  | 1997-1998 |
| Como Calcio 1907     | Italia  | 1998-2000 |
| Treviso              | Italia  | 2000-2001 |
| Empoli               | Italia  | 2001-2004 |
| SS Lazio             | Italia  | 2004-2013 |
| Inter de Milán       | Italia  | 2013      |
| Calcio Padova        | Italia  | 2013-2014 |
| Szombathelyi Haladás | Hungría | 2014-2015 |
| Tatabányai SC        | Hungría | 2015-2016 |

## Palmarés

### Campeonatos nacionales
| Título              | Club     | País   | Año     |
| ------------------- | -------- | ------ | ------- |
| Copa de Italia      | SS Lazio | Italia | 2008-09 |
| Supercopa de Italia | SS Lazio | Italia | 2009    |